# Burg Kranenburg

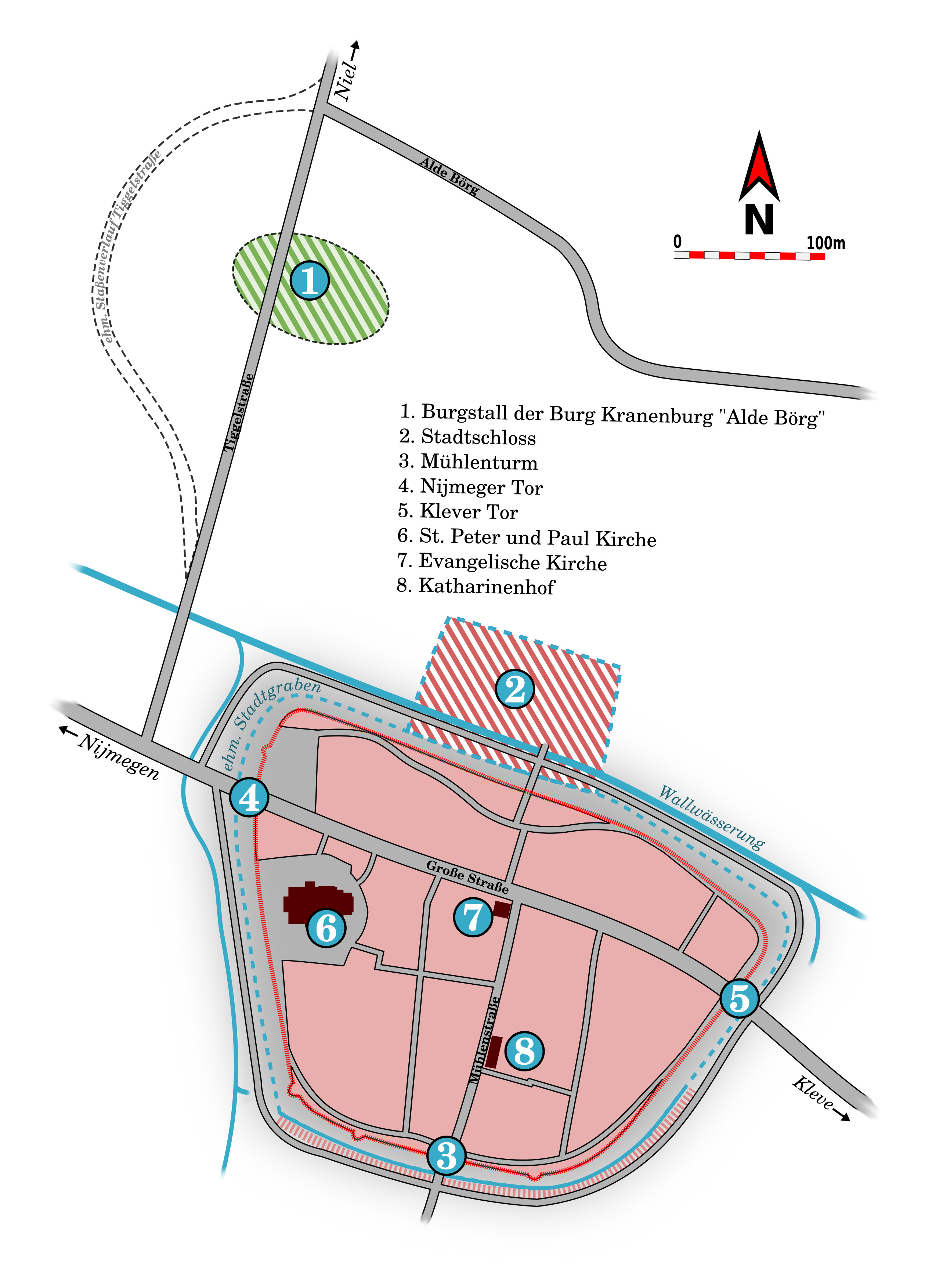
Lage der beiden Burgen.

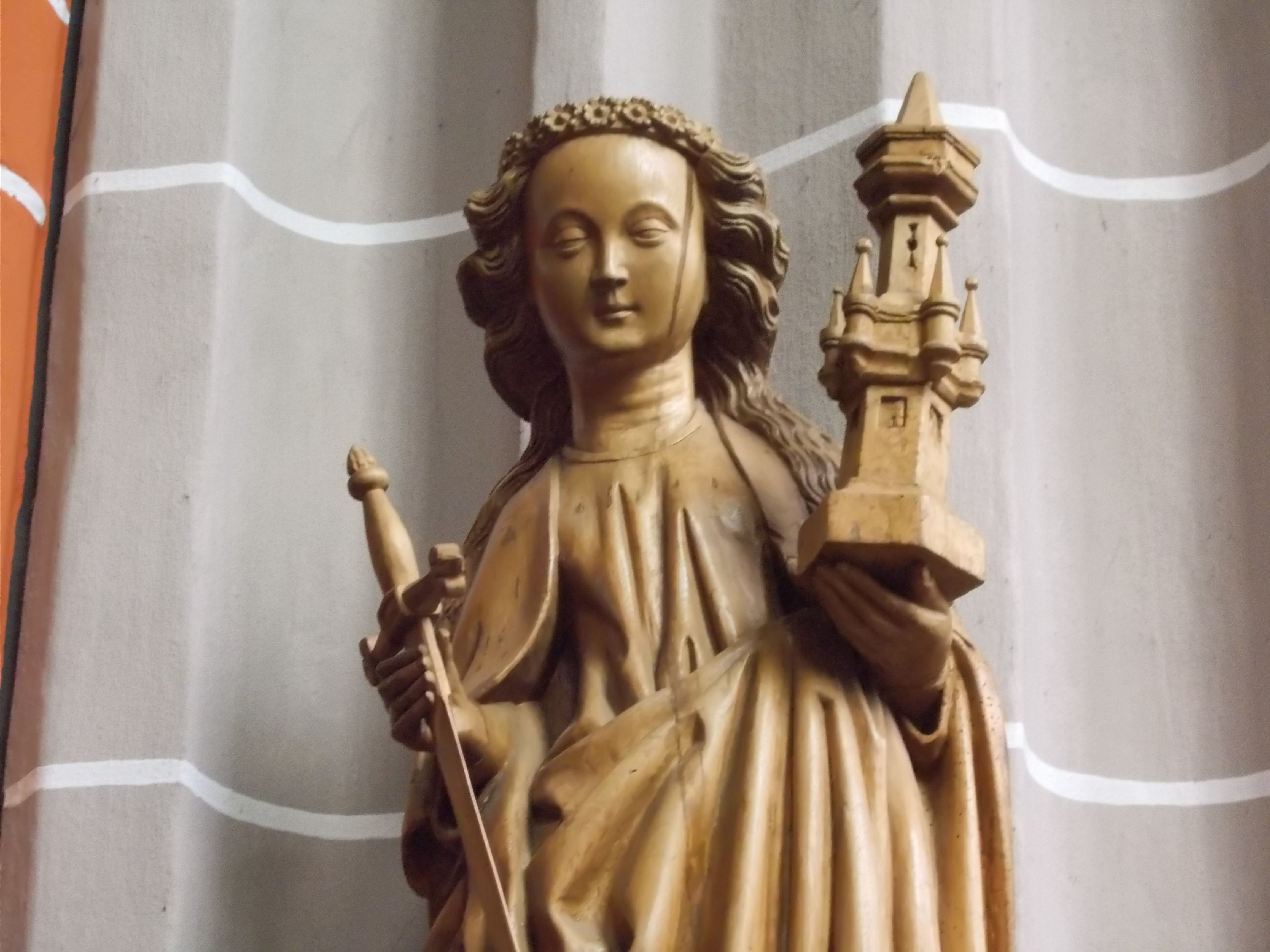
Möglich, dass die Alde Börg dem Turm der St. Barbara aus der Wallfahrtskirche glich.

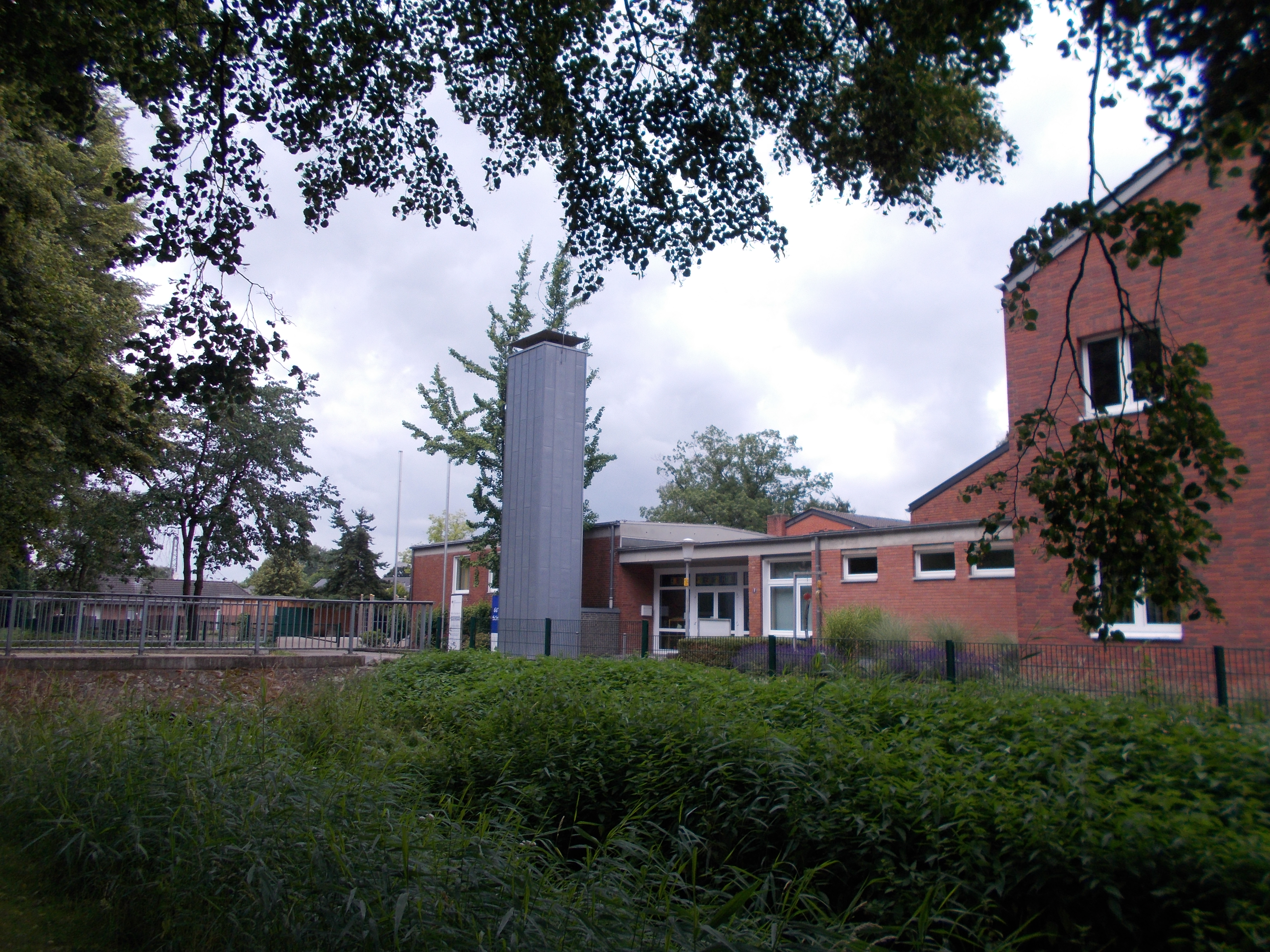
Auf dem Platz des Stadtschlosses steht heute die Christophorusschule.

Die Burg Kranenburg, auch Crainichenburg op den Hoff, Ailderborgh, Alde Börg genannt, ist eine abgegangene Burg in der Gemeinde Kranenburg in Nordrhein-Westfalen. Eigentlich sind es zwei Burgen. Die Alde Börg, eine Motte (Turmhügelburg) aus dem 13. Jahrhundert, die der Stadt Kranenburg ihren Namen verlieh und das später errichtete Stadtschloss aus Backstein, welches einst an der Nordseite des historischen Stadtkerns stand. Oberirdisch ist von den Gebäuden nichts mehr erhalten. Beide wurden erst nach Ausgrabungen wiederentdeckt.
Der Burgstall der alten Burg Kranenburg ist heute ein Bodendenkmal und nur der Straßenname verrät, dass hier einmal eine Burg stand. Das Gebiet wird landwirtschaftlich genutzt. Auf dem Platz des Stadtschlosses wurde 1960 eine Schule errichtet.

## Geschichte

### Crainichenburg op den Hoff / Op de Aldebörg
Standort
Die Turmhügelburg (Motte) im Kranenburger Bruch wurde um 1225 zum Schutz der Waldhufensiedlung am Rande des Reichswaldes errichtet. Umgeben von Gräben und einem Ringwall mit Eichenholzpalisaden, lag sie an der Via Romana, einer wichtigen Handelsstraße zwischen Nijmegen und Xanten, die von den Römern angelegt worden war.
Als Erbauer wird in neueren Quellen Graf Dietrich IV. (1185–1260) genannt. Dietrich Luf I., sein jüngerer Sohn, verwaltete das Gebiet. Mit der Burg erhielt die Ansiedlung am Reyerbruch in den folgenden Jahrzehnten Stadtrechte. In einer Urkunde von 1270 fand die „Crainichenburg“ im „op den Hoff“ erstmals Erwähnung. 1297 wurde sie vertraglich dem Grafen von Kleve vom Stift Zyffich als eigenständiges Lehen zugesprochen.
Die Burg Kranenburg wird in den alten Urkunden „Crainichenburg op den Hoff“ genannt, später „Op de Aldebörg“ oder „Ailderborgh“.
Ob tatsächlich Kraniche Namensgeber der Rundburg waren oder vielmehr die Bauweise in der sie errichtet wurde, lässt sich heute nicht mehr feststellen. „Kran“ war auch der Begriff für lange und spitze Pfähle, die als Trägerkonstruktion für Gebäude im sumpfigen Gelände dienten. „Op den Hoff“ deutet auf die Lage vor der Siedlung hin.
Auf Luftbildaufnahmen ist der Grundriss der Anlage noch gut zu erkennen. Sie war eine klassische Mottenanlage mit doppelten Grabensystem. Ihre Ausdehnung betrug in Ost-West-Richtung 180 Meter, in Nord-Süd-Richtung 140 Meter. Der bereits 1733 abgetragene Burghügel hatte einen Durchmesser von etwa 45 Meter, die halbmondförmige Vorburg 40 Meter. Bei der Straßenbegradigung der Tiggelstraße fanden in den 1950er Jahren auf dem Burgstall „Alde Börg“ archäologische Ausgrabungen statt. Man barg die Überreste der ehemaligen Hügelaufschüttung, Eichenbohlen, Dachschieferplatten und Keramikfunde aus der Zeit zwischen dem 13. und 15. Jahrhundert. Bei einer weiteren Geländeuntersuchung im Jahr 2000 kamen verlagerte Tuffquaderstücke zum Vorschein, die auf eine steinerne Bebauung oder zumindest auf ein gemauertes Fundament schließen lassen. Es ist gut möglich, dass die alte Crainichenburg dem Burgturm der Heiligen Barbara in der Wallfahrtskirche ähnelte.

### Stadtschloss
Standort
Im Zuge eines Erbfolgestreits ließ Graf Adolf von Kleve-Mark (1368–1394) die Alde Börg abschleifen und ersetzte sie zwischen 1388 und 1395 durch eine neue Landesburg – dem Stadtschloss.
Der rechteckige Backsteinbau wurde nördlich der Stadt gebaut. Um die Stadt errichtete man eine Wallanlage mit Gräben, die später durch eine Ummauerung aus Ziegelstein mit zwei Toren und neun Wehrtürmen ergänzt wurde. Das machte Kranenburg zu einer schwer einnehmbaren Festung. Die neue Burg diente bis zur ersten Hälfte des 16. Jahrhunderts als Amtssitz für die Droste.
Das massive Ziegelbauwerk sollte nach außen als eine Art Riesenwohnturm wirken und Wehrhaftigkeit ausstrahlen. Das Gebäude selbst war eine geschlossene Viereckanlage mit einem großen Innenhof im gotischen Baustil und einer stadteinwärts gerichteten Toreinfahrt mit bis zu 4 m dicken Grundmauern. Umgeben war es mit einer bis zu 3 m dicken und 20 m hohen Ringmauer mit einer Seitenlänge von 44 m mit Wehrgang, Zinnen und Eckwarten. Mittig, über dem Zugangstor zur Stadt war ein Turm mit einem Helmdach aufgesetzt.
Typologisch ähnelte es dem Schloss Walbeck in Geldern oder der verschwundenen Wasserburg von Haus Driesberg an der Niers bei Goch-Kessel. Eine Abbildung des Kranenburger Stadtschlosses befindet sich in der Wallfahrtskirche St. Peter und Paul. Auf dem rechten Altarflügel des Hochaltars ist eine Szene der Heiligen drei Könige bei der Verehrung des Jesuskindleins. Hinter dem Kopf des schwarzen Königs Caspar wird Bethlehem durch die mittelalterliche Stadtansicht Kranenburgs mit dem Stadtschloss dargestellt.
Mit Verpfändung Kranenburgs an die Herren von Wachtendonk wurde das Drostamt nach Zyffich zum Haus Gemessel, einer repräsentativen Wasserburg, verlegt. Seiner eigentlichen Funktion beraubt, vernachlässigte man das Stadtschloss baulich und ließ es verfallen. Anfang des 18. Jahrhunderts waren nur noch Ruinen übrig. Einige Jahre später war es völlig verschwunden.
1931 wurden bei Kanalbauarbeiten Überreste der Fundamente gefunden. 1960 wurde auf dem Grundstück der ehemaligen Burg eine Schule errichtet. Größere Grabungen blieben bisher aus.
Von der Stadtbefestigung ist der Verlauf der ehemaligen Wall- und Grabenanlagen rund um die Altstadt noch gut zu erkennen. Bereits 1499 wurden bei einer Belagerung Teile der Stadtmauer von den Nijmegenern zerstört und ihren Verfall überlassen. Um 1800 entstanden entlang der Mauer Wohnhäuser, die beiden Stadttore wurden wegen Baufälligkeit abgerissen. An der Wanderstraße findet man jedoch stellenweise restaurierte und rekonstruierte Überreste der Stadtmauer aus dem 14. Jahrhundert. Von den Wachtürmen sind heute noch drei Wehrtürme und die Windmühle erhalten.